# پاراچین

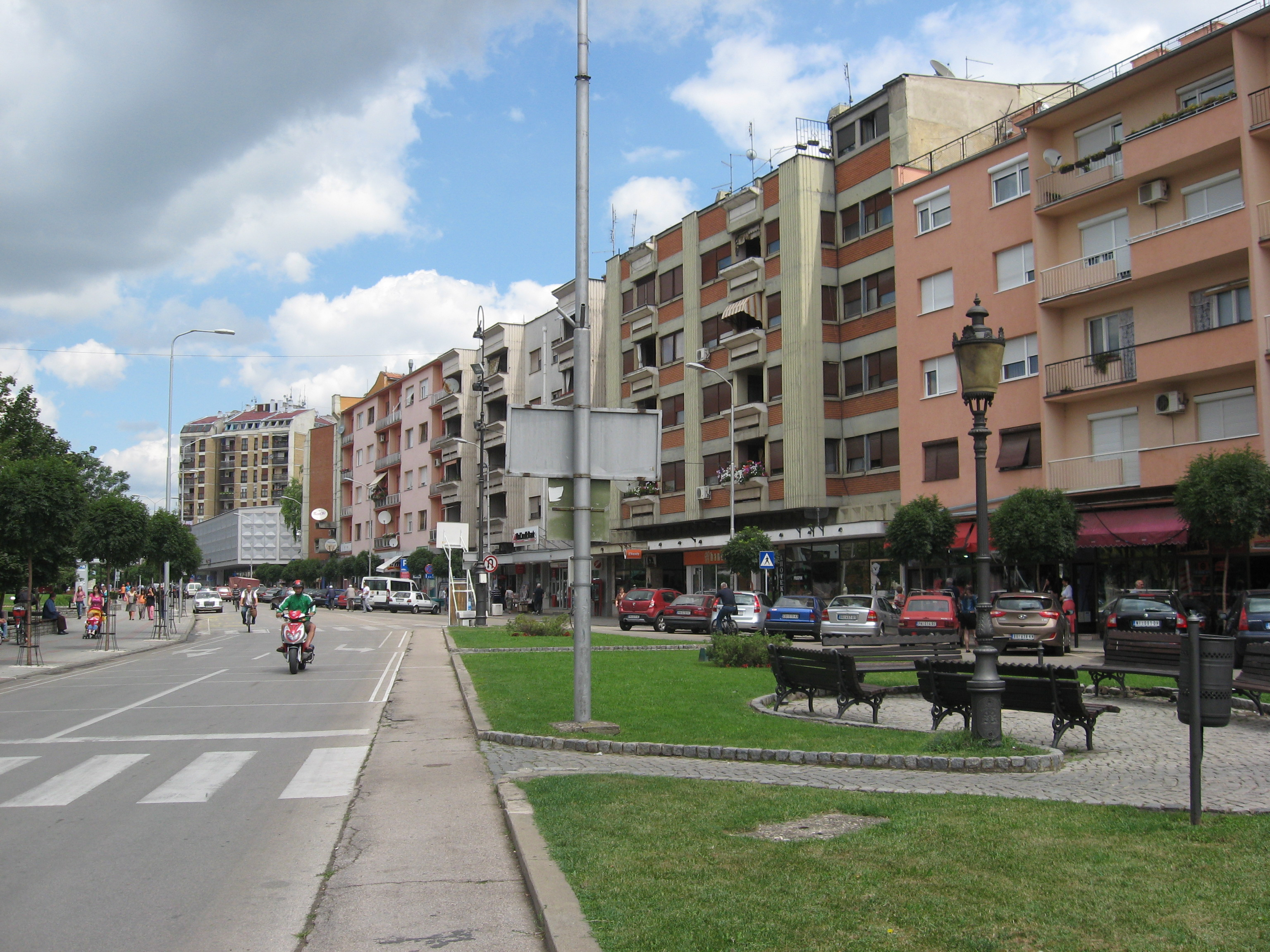
نمایی از شهر پاراچین در استان زنتراصربین، صربستان - ۲۰۱۳

پاراچین (به صربی: Параћин) شهری در استان زنتراصربین کشور صربستان است که جمعیت آن در سال ۲۰۰۶ میلادی ۲۴٫۷۹۲ نفر بوده‌است.